# Орден Слави (Туніс)
Туніський орден Слави, Нішан ель Іфтіхар (араб. نيشان الافتخار) — цивільний та військовий орден за заслуги перед Тунісом.

## Історія
Орден заснував Ахмад ібн Мусатафа династії Хусейнідів 20 травня 1835 році. Він часто змінювався у 1837—1855 роках, особливо від 1853 р. до 1855 р., урядом Ахмада І аль-Хусейна . У 1855 р. орден був розділений на п'ять класів. У цій формі він став аналогом моделі ордену Почесного легіону. Він присуджувався до заснування Республіки Туніс в 1957 році.

## Класи
Орден має п'ять класів.
- Великий Хрест[de]
- Великий офіцер[de]
- командор
- офіцерський хрест[de]
- лицарський хрест

## Прикраси
Десятикутна зірка з чергуванням зелених і червоних кінчиків була наповнена срібними блискучими променями в кутах. Посередині знаходився зелений емальований медальйон, на якому було видно ім'я ібн Мустафи бея Тунісу. Навколишній іній був блискучим. Над медаллю був срібний бант для кріплення медальної стрічки.

## Стрічка й спосіб носіння
Стрічка була зеленого кольору з двома червоними смугами по боках стрічки. Нагороду Великого хреста як стулку через праве плече до лівого стегна. До правого боку грудей високих клясів прикріплювали додаткову зірку, дуже схожу на велику прикрасу. Великі офіцери носили лише цю додаткову зірку, але без стрічки. Клас офіцерів сприймав цю відзнаку як нашийну медаль. Офіцери та лицарі носять її на лівій стороні грудей. Для офіцерів стрічка була пов'язана як розетка. Прикраса була також меншою для двох класів, а для лицарів не було кольорової емалі, лише вирізані перлини.

## Відомі носії
- Ріхард Вагнер (1813—1883) — композитор[3]
- Роберт Бреард[de] (1894—1973) — композитор (1939)
- Гілберт Шарль-Пікард[de] (1913—1998) — археолог
- Рене Дедьє (1899—1985) — футболіст, тренер
- Джес Лев Дуйсен[de] (1820—1903) — піаніст (1880)
- Гюстав-Огюст Феріє[de] (1868—1932) — інженер-електрик, генерал
- Жан Каміль Форміже[de] (1845—1926) — архітектор (1904)
- Вільгельм Габсбург (1895—1948) — полковник армії УНР
- Альфонс Жоржес[de] (1875—1951) — генерал
- Жак Госелін[de] (1897—1953) — колоніальний адміністратор
- Шарль-Філіп Огюст Ларівьєр[de] (1798—1876) — живописець і графік
- Вольдемар Ліперт[de] (1861—1937) — історик й архівіст
- Жуль Марузо (1878—1964) — філолог[4]
- П'єр Месмер (1916—2007) — політик
- Фредерік Моньє[de] (1842—1908) — промисловець і політичний діяч
- Жан Рапен[de] (1901—1952) — колоніальний адміністратор
- Георг Християн Сіберн[de] (1816—1901) — дипломат і політичний діяч
- Уолтер Бедель Сміт (1895—1961) — генерал, директор ЦРУ, дипломат
- Гвідо Стахе[de] (1833—1921) — геолог і палеонтолог (1872)[5]
- Теофіл Тельє[de] (1872—1955) — колоніальний адміністратор (1907)